# 朱永德 (摄影师)
朱永德（1943年1月8日—2021年2月5日），汉族，浙江海盐人，中国电影摄影师。2005年被中华人民共和国人事部、国家广播电影电视总局评为优秀电影艺术家。